# Nationale Coöperativistische Partij
De Nationale Coöperativistische Partij (Spaans: Partido Nacional Cooperativista, PNC) was een Mexicaanse politieke partij die bestond van 1917 tot 1924.
De partij werd opgericht tijdens de Mexicaanse Revolutie in 1917 door generaal Jacinto B. Treviño en minister van binnenlandse zaken Manuel Aguirre Berlanga. De PNC werd vooral gesteund door jonge revolutionairen en steunde het beleid van president Venustiano Carranza. De ideologie van de partij werd omschreven als 'coöperatisme', hoewel nooit helemaal duidelijk werd gemaakt wat dat precies betekende. De partij steunde de presidenten Venustiano Carranza (1915-1920), Adolfo de la Huerta (1920) en aanvankelijk Álvaro Obregón (1920-1924), maar naarmate de kloof tussen Obregón en De la Huerta groter werd koos de PNC partij voor De la Huerta. De partij ontwikkelde zich tot de belangrijkste oppositiepartij tegen Obregón, en tal van groepen verzamelden zich rond De la Huerta en de PNC, uiteenlopend van liberalen die de ondemocratische toestanden bekritiseerden, anarchisten die de revolutionaire hervormingen niet genoeg vonden, christendemocraten die zich beklaagden over het antiklerikale karakter van de Mexicaanse regering en grootgrondbezitters die hoopten hun onteigende landgoederen terug te krijgen. De la Huerta wachtte de verkiezingen niet af en kwam in 1923 in opstand. Nadat de delahuertisten werden verslagen was het uitgespeeld met de PNC.
Prominente leden van de partij waren onder anderen de schrijver Martín Luis Guzmán en de latere president Emilio Portes Gil.
PAN · PRI · PVEM · PT · MC · Morena